# Rovira d'Avall
Rovira d'Avall és una masia gòtica d'Espinelves (Osona) inclosa a l'Inventari del Patrimoni Arquitectònic de Catalunya.

## Descripció
Edifici civil. Masia de planta rectangular (17 x 12), coberta a dues vessants i amb el carener paral·lel a la façana, situada al sud. Consta de planta baixa i primer pis. La façana presenta un portal dovellat central, dos portals rectangulars amb llinda de fusta i dues finestres a la planta baixa. Al primer pis hi ha quatre finestres i un balcó. La façana oest presenta dues espieres i un cobert adossat a la planta, al nord una porta i un portal a la planta i diverses finestres, a la part central s'hi adossa un cobert a una vessant. A la façana est hi ha dues finestres horitzontals i un portal a la planta. Cal remarcar un balconet amb llinda gòtica i diverses finestretes distribuïdes asimètricament. Al centre d'aquest mur hi ha un gran contrafort i a l'angle sud-est n'hi ha u altre que recolza el mur sud. Malgrat la bellesa d'alguns dels seus elements, la casa es troba abandonada.

## Història
Masia situada a la riba de la riera d'Espinelves, a la Soleia de la Rovira.
Al terme hi ha tres Rovires: la Rovira, a 900 m d'altitud, la Rovira de Dalt, a 800 m d'altitud, i la Rovira d'Avall, a 700 m d'altitud. Estan força distanciades l'una de les altres i no se sap si hi ha relació entre elles.
Només hi ha notícies de la Rovira a través dels fogatges de 1553, on s'esmenta a GASPAR SPLUGUES alies ROVIRA. Per la tipologia de "La Rovira" del veïnat de França, no sembla tractar-se de l'actual. També hi ha notícies de que al segle xiv el prior de Sant Llorenç del Munt va comprar masos al cavaller de la Sala de Viladrau i entre ells hi havia els censos i dominis de la Rovira d'Amunt.
La notable finestra gòtica fa pensar que fou un mas important però no sabem del cert si es tracta d'algun dels esmentats.